# Прекрасный «принц»
«Прекрасный „принц“» (англ. Geek Charming) — американский комедийно-драматический подростковый фильм 2011 года, созданный кинокомпанией «Walt Disney Pictures», по одноимённому роману Робин Палмер. Премьера состоялась 11 ноября 2011. В России премьера состоялась 12 февраля 2012.

## Сюжет
Дилан Шоунфилд — самая популярная девушка в школе. Предел её мечтаний — стать Королевой Весны на конкурсе школы. Джош Роузен — председатель клуба любителей кино и отдаётся своему хобби всей душой. Казалось бы, что общего между гламурной самовлюблённой дивой и «ботаном», не расстающимся с камерой? Но Джош хочет участвовать в конкурсе фильмов не меньше, чем Дилан хочет победить в конкурсе красоты. Случайно оказавшись рядом, он спас из фонтана её дорогую новую сумочку. В виде ответной услуги Джош предлагает Дилан стать героиней его документального кино о феномене популярности. Дилан видит в этом хороший пиар-ход и распускает перья перед камерой. Но Джошу не нравится его героиня. Какая-то она не настоящая. По совету матери он пытается «копнуть глубже», увидеть за гламурной обложкой настоящую девушку. И это ему удаётся. Подлавливая её в самых разнообразных ситуациях, вызывая на откровенный разговор, Джош открывает Дилан с совершенно другой стороны. Дилан тоже меняет своё мнение о Джоше. И, хотя каждый из них считает другого просто другом и не более того, постепенно их отношения становятся всё ближе.

## В ролях
| Актёр          | Роль          |
| -------------- | ------------- |
| Сара Хайланд   | Дилан Шонфилд |
| Мэтт Прокоп    | Джош Роузен   |
| Саша Питерс    | Эми Лубалу    |
| Джордан Николс | Ашер          |
| Ванесса Морган | Ханна         |
| Лили Симмонс   | Лола          |